# Ziemia Ognista (archipelag)
Ziemia Ognista (hiszp. Tierra del Fuego) – archipelag u południowych wybrzeży Ameryki Południowej, oddzielony od kontynentu Cieśniną Magellana i oddzielony od Ziemi Grahama na Antarktydzie Cieśniną Drake’a o szerokości około 1000 km.
Powierzchnia Ziemi Ognistej wynosi 73,7 tys. km². 

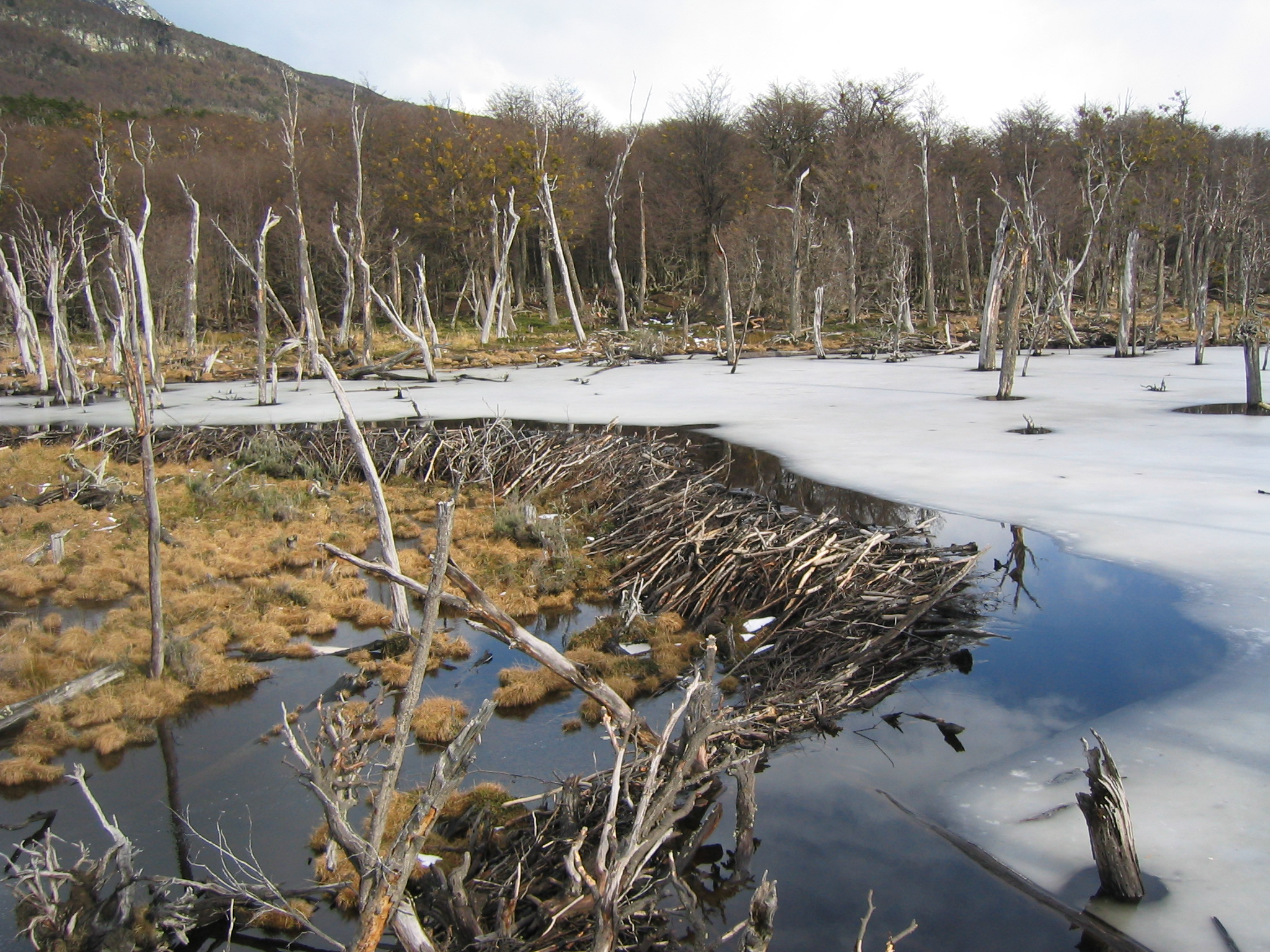
Ziemia Ognista

## Ważniejsze wyspy
- wyspa Ziemia Ognista (Isla Grande de Tierra del Fuego) o pow. ok. 48 tys. km²
- Navarino
- Hoste
- Clarence
- Santa Inés
- Desolación
- Riesco
- Picton, Lennox i Nueva
- Hornos
- Landfall
- Nunez
- Stewart
- Londonderry
- Gordon
- Tomas

Najdalej na południe wysuniętą wyspą jest Horn ze słynnym Przylądkiem Horn.

## Historia
Ziemia Ognista wraz z innymi wyspami została odkryta w 1520 r. przez wyprawę Ferdynanda Magellana. Ziemia Ognista zawdzięcza swą nazwę poświacie, jaką widzieli na brzegu żeglarze płynący na statkach. Światło prawdopodobnie pochodziło od ognisk rozpalonych przez tubylców.

## Przynależność państwowa
Wschodnia część Ziemi Ognistej należy do Argentyny (stanowi terytorium federalne Ziemi Ognistej o powierzchni 21,3 tys. km² i 70 tys. mieszkańców (1991). Ośrodek administracyjny – Ushuaia. Zachodnia część – do Chile (miasta: Puerto Williams, Porvenir, Pylos i Manantiales).

## Rzeźba
Wyspy zbudowane są ze skał osadowych kontynentalnych i morskich. Silnie rozwinięta linia brzegowa z licznymi fiordami. W większości o charakterze wyżynnogórskim, występują w nich lodowce; stanowią przedłużenie Andów, a najwyższe kulminacje to: Monte Darwin (2469 m n.p.m.) i Monte Sarmieto (2300). Wyspy położone po stronie północno-zachodniej mają charakter bardziej nizinny.

## Wody
Główne rzeki to: Rio Grande, Cullen, San Martin, Chico, Claro, Antuk i Escondido. Największe jezioro to Fagnano o powierzchni 593 km².

## Klimat
Subpolarny o opadach od 400-500 mm w części północno-wschodniej, do 2000 mm na południowym zachodzie. Miejscami 5000 mm (Desolation). Opady są skutkiem napływania bardzo wilgotnych mas powietrza znad Oceanu Spokojnego oraz działalności chłodnego prądu morskiego, zwanego Prądem Wiatrów Zachodnich (lub Dryfem Wiatrów Zachodnich), który okrąża Antarktydę, opływając południowe brzegi Ameryki Południowej. Temperatury średnie od 10-11 °C (styczeń) do 0-2 °C (lipiec).

## Fauna i flora
Na północnym wschodzie głównie suche stepy subantarktyczne i kserofilne zarośla. Na południu i zachodzie lasy z udziałem bukanów oraz skąpa roślinność trawiasta, mchy, porosty i torfowiska. Najwyższe partie, średnio powyżej 700 m n.p.m. pokrywają lodowce i płaty wiecznego śniegu.
W strefie przybrzeżnej żyją: kondory olbrzymie, kormorany, mewy, rybołówki, ostrygojady i albatrosy. Do świata zwierzęcego należą także: pudu, nutrie, szynszyle, krasnogonka krótkodzioba, oraz pingwiny magellańskie.

## Ludność
Archipelag był zamieszkany pierwotnie przez Indian z plemion Jagan, Selk’nam (Ona) i Alacaluf, ze względu na trudne warunki została skolonizowana przez potomków przybyszów z Europy dopiero w drugiej połowie XIX wieku. Obecnego podziału dokonano na mocy traktatów między Argentyną a Chile. Dziś ok. 70 tysięcy mieszkańców jest głównie pochodzenia europejskiego. Zajmują się oni hodowlą owiec i bydła, a także rybołówstwem i eksploatacją lasów. Odbywa się także wydobycie ropy naftowej, złota, rud miedzi, cynku. Istnieje niewielki przemysł petrochemiczny, mięsny, produkcja konserw rybnych. 
Mimo niesprzyjających warunków klimatycznych wyspa odwiedzana jest przez turystów. Atrakcję stanowią lodowce (m.in. Martial), Park Narodowy Ziemi Ognistej oraz możliwość odbycia wycieczek w kierunku Antarktydy.